# Martinillo (intérprete)
Martinillo (o Martín) fue un traductor nativo tallán que, como conocedor del quechua y del español, desempeñó funciones de intérprete durante la conquista del Imperio inca y, posteriormente, durante la época del Virreinato del Perú.

## Biografía

### Orígenes
Su nombre original no se ha conservado y, en las crónicas de la época, se le recuerda con el diminutivo de Martín que le dieron los españoles cuando ingresó en sus filas.
Martinillo era sobrino de Maizavilca, el curaca de Poechos y fue encomendado a Francisco Pizarro durante su exploración por aquellas tierras. Él mismo, en una "probanza" de su fondo, dirigida posteriormente a la Corte española, declaró:

«Otro soy, declaro que a el tempo que el gobernador Francisco Pizarro vino a discubrir estos reynos, Maicabilca, cacique de chincha [otro nombre de Poechos] dio al dicho maques gobernador que esta en gloria a mi, el dicho Don Martín para la conquista de estos reinos y el dicho Don Francisco me recibió.»

Martinillo tenía entonces poco más de catorce años, y dado que Pizarro ingresó a la región de Poechos en 1532, se supone que nació en 1518.

### Intérprete de la conquista
Martinillo era muy hábil con los idiomas y dominaba el idioma “sec”, hablado por su pueblo, el tallán y entendía el quechua, en su inflexión norteña. En pocos meses logró dominar, aunque aproximadamente el castellano, tanto que fue empleado por Hernando Pizarro, como intérprete en su visita al campamento de Atahualpa.
Miguel de Estete, en sus "Noticias del Perú", asegura que fue él quien acompañó a Vicente de Valverde cuando el dominico se presentó ante el gobernante inca tratando de impartirle los rudimentos de la fe cristiana. Sin embargo, los demás cronistas presentes en el evento aseguran que el intérprete, en esta ocasión, fue otro, el famoso Felipillo.
Martinillo, sin embargo, obtuvo la confianza del soberano cautivo que se encomendó a él para comunicar su oferta de rescate a Pizarro y negociar los tiempos y formas.
Entre los destinatarios de este rescate figura el nombre de un tal Martín Pizarro y la circunstancia ha hecho creer a muchos historiadores que se trataba del intérprete indígena, dado que había obtenido el prestigioso apellido del conquistador español. Sin embargo, una búsqueda más certera ha arrojado que otro español con este nombre, pariente del marqués, estuvo en Cajamarca y que la nota en cuestión se refería a él. Después de todo, hubiera sido una exageración pensar que un joven indígena de quince años, aunque mereciera serlo, sería recompensado por sus servicios con una verdadera fortuna.
Martinillo no estaba presente en Cajamarca cuando el Inca fue ejecutado en 1533. Había acompañado a Hernando de Soto en una exploración para verificar unos rumores sobre la presencia de un ejército hostil y la función de intérprete, en la trágica circunstancia, la ejerció Felipillo quien luego sería objeto de acusaciones difamatorias por este oficio suyo realizado, según algunos, con abierta mala fe.

#### Fiel a los Pizarro
Posteriormente, Martinillo permaneció al lado de sus nuevos amos y les sirvió fielmente, destacándose incluso en sangrientos enfrentamientos durante la marcha hacia el Cuzco. Cuando Manco Inca fue elegido Inca supremo, el joven intérprete se mostró hostil hacia él, tal vez como reacción a Felipillo que consideraba su rival y que había apoyado abiertamente la candidatura del nuevo soberano. Si bien Felipillo ahora se había alineado con Diego de Almagro, Martinillo incondicionalmente se puso del lado de los Pizarro a quienes serviría fielmente durante toda su vida. 
Su lealtad fue recompensada y Pizarro, por entonces gobernador de Nueva Castilla, lo recompensó con una rica encomienda que lo convirtió en el nativo más rico de la gobernación. A partir de ese momento, la ambición de Martinillo no conoció límites y su afán de hispanización lo llevó a imitar en todos los aspectos a sus benefactores. Vestido a la europea, se movía únicamente a caballo y logró casarse con una española, Luisa de Medina, con la que tuvo tres hijos.

### Durante las guerras civiles
En las guerras civiles entre los conquistadores españoles, obviamente se puso del lado de los Pizarro y tras la muerte de Francisco a manos de los almagristas, se incorporó a las filas de las tropas gubernamentales y durante la batalla de Chupas, entre Vaca de Castro y Almagro el Mozo, comandó valientemente una hueste de tropas indígenas. Su gesto le valió el reconocimiento oficial y el aumento de la ya considerable encomienda que poseía.
En las posteriores disputas entre Gonzalo Pizarro y el poder real se mantuvo fiel al representante de la familia a la que estaba vinculado y fue protagonista de una misión oficial que incluso le llevó a España. De hecho, acudió a Hernando Pizarro que en ese momento estaba detenido para explicarle la situación y acordar alguna acción para transferir a Gonzalo el poder que ya había pertenecido a Francisco. La misión no tuvo éxito y Martinillo pudo regresar al Perú solo en secreto disfrazándose de esclavo.
Cuando Gonzalo fue ejecutado, Martinillo trató de pasar desapercibido y, por un tiempo, lo logró. En 1548 incluso se le encargó una misión oficial al Inca de Vilcabamba, Sayri Túpac, a quien los españoles intentaban convencer de que abandonara el estado de rebelión abierta.

### El colapso de las ambiciones
A su regreso al Cuzco, sin embargo, las cosas dieron un giro para Martinillo. Un oficial español, el auditor Cianca, quizás animado por alguna animosidad antigua, lo denunció como seguidor de Gonzalo Pizarro y la investigación averiguó que había servido en sus filas como caballero y no como un simple intérprete como siempre había pretendido.
La sentencia fue ejemplar: doscientos latigazos en Cuzco y cien en Lima y luego destierro perpetuo en Panamá. Era el final de todas las ambiciones de Martinillo, pero el joven nativo intentó jugar una carta más. Soportó la tortura y fue trasladado a Panamá, se embarcó para España con la intención de defender su caso ante la Corona. Su mujer y su hija se unieron a él en Sevilla, pero su cuerpo estaba ahora minado por el sufrimiento y la desesperación y murió en sus brazos, en 1549, a la edad de unos treinta años.

## En la literatura
Martinillo se hace presente en la novela corta de Guillermo Niño de Guzmán llamada «La conquista de los sueños», de la cual es protagonista.